# Coracina incerta
Coracina incerta е вид птица от семейство Campephagidae. Видът е незастрашен от изчезване.

## Разпространение
Разпространен е в Индонезия и Папуа-Нова Гвинея.